# Ivan Šnobl
Ivan Šnobl (* 24. ledna 1951 Praha) je český akademický malíř vystavující v České republice i zahraničí, žák Karla Součka.

## Život
Ivan Šnobl se narodil v rodině malíře a pedagoga Jana Šnobla a zdravotní sestry Jiřiny Šnoblové. Jeho výtvarná kariéra začala studiem v Corcoran Gallery of Art v USA (1967–1968). Po návratu do tehdejšího Československa vystudoval Střední uměleckoprůmyslovou školu v Praze na Žižkově (1968–1971, obor užitá malba v architektuře a malba dekorací; učitelé mj. Miroslav Netík, Miloš Pirdek) a následně Akademii výtvarných umění v Praze (1971–1976) kde studoval v ateliéru prof. Karla Součka. Během svého studia absolvoval řadu studijních cest do Afriky (Ghana, Togo, Benin – 1974, 1975, 1976–1977). Vystavoval v četných galeriích doma i v zahraničí a jeho práce jsou zastoupeny v Národní galerii v Praze, galerii v Litoměřicích a Jičíně, v soukromých sbírkách doma i v zahraničí (např. Creditanstalt, Zürich Kosmos ve Vídni). Ivan Šnobl žil v Prokopské ulici na Malé Straně, v Řeznické ulici na Novém Městě a od roku 2012 žije na Kladensku. Má tři děti.

## Dílo
Během studijních cest do Afriky vytvořil Ivan Šnobl řadu obrazů s tematikou tamních postav a každodenního života, v dobovém tisku jsou vyzdviženy především jejich barvy. Ivan Šnobl měl dlouhá léta atelier v Míšeňské ulici na Malé Straně v Praze a je velkým obdivovatelem Malé Strany a její architektury. Vytvořil řadu obrazů unikátních detailů zdejších ulic a domů (některé jsou stále vystavené v malostranské pivnici U Hrocha v Thunovské ulici). V další etapě svého života se věnoval ztvárnění města a jeho lidí, momentům z městského ruchu, město je pro něho neustálou inspirací momentů, které pomíjejí, jako jsou setkání, rozhovory, pozorování reklam atd. Naproti tomu jeho krajina je klidná a naturální, bez lidí, abstraktní detaily dávají tušit vztah ke krajině Kladenska, kde nyní žije. V posledních letech experimentuje s abstraktní malbou na větších plátnech.

### Zastoupení ve sbírkách
- Národní galerie v Praze (2 obrazy z cyklu Metro: Podchod, Spěch – reprodukce z licenčních důvodů dostupná pouze na stránkách autora)
- Alšova jihočeská galerie v Hluboké nad Vltavou (1 obraz)
- Severočeská galerie výtvarného umění v Litoměřicích (1 obraz)
- Regionální muzeum a galerie v Jičíně
- veřejné a soukromé sbírky v České republice a zahraničí

## Výstavy

### Autorské
- 1977 Akkra, Ghana
- 1979 Ivan Šnobl: Děti Afriky, Praha, Galerie mladých Mánes, prosinec 1979 – leden 1980
- 1981 Dvůr Králové nad Labem, Hankův dům
- 1981 Praha, Galerie Zlatá ulička
- 1983 Liberec, Galerie Díla
- 1983 Kladno, Česká státní spořitelna
- 1986 Praha, Kniha – Metro
- 1987 Praha, Obec baráčníků malostranských
- 1987 Praha, Mladá fronta – Staroměstské náměstí
- 1987 Liberec, Galerie Díla
- 1988 Praha, Klub novinářů
- 1988 Praha, Obec baráčníků malostranských
- 1989 Voznice, Motel Jednota
- 1989 Praha, Mladá fronta – Staroměstské náměstí
- 1990 Havířov, Galerie Díla
- 1990 Ivan Šnobl: Město, Praha, Galerie Vincence Kramáře, duben – květen 1990
- 1990 Hradec Králové, Galerie Díla
- 1991 Salcburk, Fashion Mall
- 1991 Ivan Šnobl: Obrazy, Hradec Králové, Galerie ČFVU, 8. – 17. 4. 1991
- 1992 Praha, Galerie U černého orla
- 1992 Ivan Šnobl: Akademischer Maler, Vídeň, Zürich Kosmos, 16. 6. – 1. 7. 1992
- 1993 Praha, Galerie Josef Kalousek
- 1993 Praha, Galerie U černého orla
- 1993 Stadtbilder, Vídeň, Creditanstalt galerie im Technische Zentrum, 4. – 28. 5. 1993
- 1993 Ivan Šnobl: Obrazy, Praha, Obec baráčníků malostranských, 22. 6. – 1. 7. 1993
- 1993 Vídeň, Herwig Hadwiger
- 2011 Ivan Šnobl – 60, Praha, Hradčanská galerie Josefa Kalouska, 20. 6. 2011 – 10. 7. 2011
- 2022 Ivan Šnobl, Praha, Galerie Jakubec, 14. 11. 2022 – 12. 12. 2022

### Kolektivní
- 1976 Umění mladých, Praha, listopad – prosinec 1976
- 1979 Výtvarní umělci dětem, Praha, září – říjen 1979
- 1983 Výtvarní umělci životu a míru, Praha, únor – březen 1983
- 1983 Le Salon d´Automne, Paříž, Grand Palais - Galeries nationales, 13. 9. – 4. 11. 1983
- 1984 Současná krajina, Liberec, Oblastní galerie Liberec, 13. 9. – 4. 11. 1984
- 1984 Mladí malíři ČSR, Litoměřice, Severočeská galerie výtvarného umění v Litoměřicích, listopad 1984 – leden 1985
- 1986 České umění 20. století, Hluboká nad Vltavou, Alšova jihočeská galerie v Hluboké nad Vltavou (AJG), 26. 4. 1986 – 30. 9. 1987
- 1988 La peinture et la sculpture aujourd´hui en Tchecoslovaque, Paříž, Espace Eiffel Branly
- 1988 Lidé - život - práce, Praha, Mánes, 18. 2. – 3. 4. 1988
- 1988 Salón pražských výtvarných umělců '88, Praha, Park kultury a oddechu Julia Fučíka, 8. 7. – 7. 8. 1988
- 2006 Le sud de la France, vu par des peintres Tcheques, Praha, Galerie La Femme, vernisáž 16. 6. 2006
- 2006 Jižní Francie očima českých výtvarníků, Praha, Galerie La Femme, 26. 10. – 10. 11. 2006
- 2006 Podzimní rozjímání, Praha, Hradčanská galerie Josefa Kalouska, 14. 11. – 6. 12. 2006
- 2007 Momenty z Prahy, Praha, Hradčanská galerie Josefa Kalouska, vernisáž 14. 7. 2007
- 2007 Žena, jako inspirace z díla Alfonse Muchy, Praha, Hradčanská galerie Josefa Kalouska, 9. 7. 2007 – 4. 9. 2007
- 2007 Vánoční laskavosti, Praha, Hradčanská galerie Josefa Kalouska, vernisáž 11. 12. 2007
- 2008 Kladenský salon 2008, Kladno, Zámecká galerie v Kladně, 19. 9. – 26. 10. 2008
- 2009 Žena v pohybu, Praha, Galerie La Femme, vernisáž 16. 4. 2009
- 2010 Malostranská zákoutí, Praha, Hradčanská galerie Josefa Kalouska, 11. 10. – 19. 11. 2010
- 2018 Malostranská setkávání, Praha, Hradčanská galerie Josefa Kalouska, 10. 12. 2018 – 15. 1. 2019
- 2020 Staroměstská setkávání, Praha, galerie Lapidarium, 17. 12. 2020 – 26. 1. 2020
- 2023 Staroměstská setkávání III, Praha, galerie Lapidarium, 19. 12. 2023 – 31. 1. 2024